# Bichon maltès
El bichon maltès és una raça de gos petit, també anomenada mini.

## Origen i història
Els avantpassats d'aquesta raça vivien en les zones portuàries de les ciutats marítimes del Mediterrani amb la missió de caçar les rates i ratolins que s'acumulaven en els vaixells i magatzems. Probablement es va originar a partir de gossos de tipus spitz al centre-sud d'Europa, on al principi podria haver-se semblat al modern Pomerània.
El seu nom, maltès, sembla venir del vocable Màlat, que significa refugi o port i no de l'illa de Meleda, Croàcia, com en principi es podria pensar.
No obstant això, Màlat és un vocable que s'usava en moltes zones muntanyoses, inclosa la muntanya de Malta, per la qual cosa no es pot descartar aquesta illa com la del seu origen. Una altra hipòtesi apunta que la seva procedència és Sicília (Melita).
Les primeres referències que tenim d'aquesta raça provenen possiblement dels egipcis i estan vinculats al comerç marítim el qual es va expandir per la Grècia Clàssica. En tombes d'alguns faraons han aparegut estàtues que recorden al bichon maltès, segle xiii aC. En el segle iv aC, Aristòtil esmenta aquests gossos, als quals s'atribueix el nom de cans malitenses.
Aquesta raça ja era coneguda a l'antiga Roma, i va ser elogiada per Estrabó, historiador grec del segle primer.
A l'Edat Mitjana, els maltesos van ser utilitzats com a animals de companyia per la noblesa europea.
Segles més tard, al Renaixement, es guanya el nom de "bichon", en clara al·lusió al pelatge.

## Característiques i habilitats

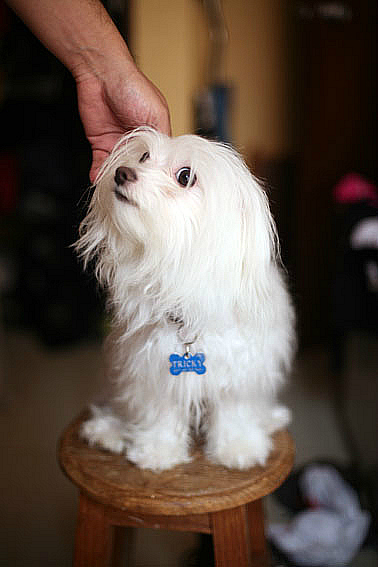
El Bichon Maltès és un excel·lent gos de companyia

### Caràcter i habilitats
Són excel·lents animals de companyia, nets, vivaços i molt intel·ligents, i no són agressius. És una espècie de gos dòcil, molt protector amb la casa, però molt amigable d'altres races. És una raça que, de no ser ben ensinistrada, pot tenir un lladruc força molest.
Poden fer tombarelles i mantenir-se dempeus sobre les seves potes del darrere diversos minuts. Encara que s'adapten perfectament a viure en pisos, per la seva petita grandària i caràcter domèstic, els encanta passejar a l'aire lliure. En ser una raça delicada, sobretot quan són cadells, requereixen molta cura. És recomanable alimentar-los amb pinso.

### Característiques físiques
En edat adulta tenen un pes màxim d'entre 3 i 4 kg. La seva alçada en creu és de 21 a 25 cm els mascles, i de 20 a 23 cm les femelles.
Són de color blanc pur en la seva totalitat, molt fi, suau, d'un llarg considerable (gairebé arriba a terra), sense rínxols però tendent a nuar-se. La seva cua està coberta d'abundant pèl i es presenta corbada sobre 
el seu dors.

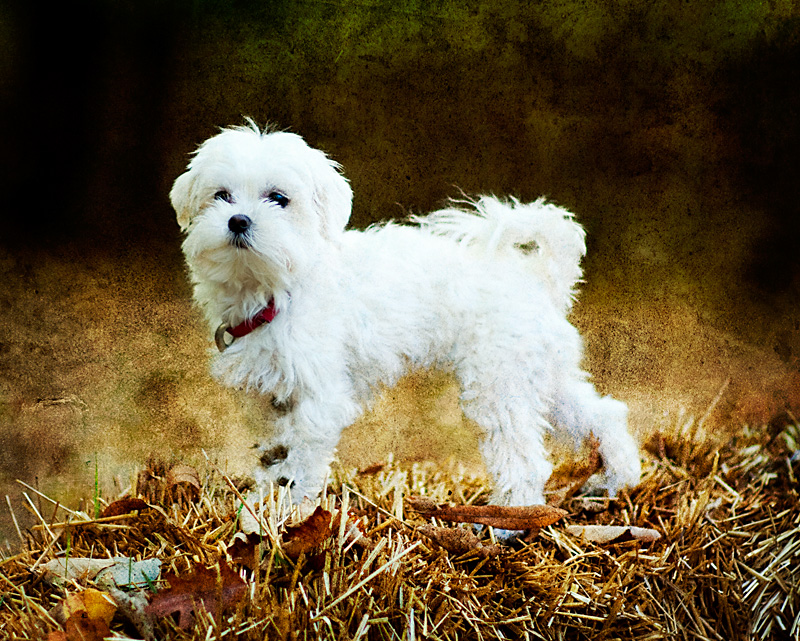
Bichon maltès

Tenen el front petit. El nas és de color negre i els seus ulls grans, ovalats, de color marró fosc amb parpelles negres. El seu musell és mitjanament llarg, fi, es va estrenyent fins a arribar al nas. Les orelles són llargues, d'implant baix, penjant molt prop del cap, com donant-se suport.

### Estàndard oficial
Nom de la raça: Bichon Maltès (Maltese) 
Número d'Estàndard: F.C.I. Nº 65/0604.1998/E
Origen: Conca del Mediterrani Central.
Patronat: Itàlia
Data de publicació de l'estàndard original vàlid: 27.11.1989
Utilització: Gos de companyia.
Classificació F.C.I.:
1. Grup 9 - Gossos de companyia
2. Secció 1: Bichons i gossos de races semblants
3. Sense prova de treball